# Cabo Sable
El cabo Sable (en inglés: Cape Sable) es un cabo localizado en la parte más meridional de la península de Florida, que es el punto más meridional de los Estados Unidos continentales y de la parte continental del estado de la Florida. Se encuentra en el suroeste de Florida, en el condado de Monroe, y forma parte del parque nacional de los Everglades. El cabo es una península que sale de la parte sureste de la península de Florida, en dirección oeste, y se curva hacia el norte, llegando a la bahía de Ponce de León, en la desembocadura del río Shark.